# Sidekick (serial animowany)
Sidekick – kanadyjski serial animowany stworzony prez Todd Kauffman'a i Joey So. Wyprodukowany przez kanadyjskie studio Nelvana.

## Fabuła
Serial opowiada o osieroconym chłopcu o imieniu Eric, z jego najlepszym przyjacielem Trevorem i jego dwiema przyjaciółkami, Vaną i Kitty, którzy trenują, aby zostać pomocnikami w Akademii Aspirujących Pomocników, Profesorem Pamplemoose, złym Mistrzem XOX i ukrywaniem zniknięcia z miasta swojego superbohatera mentora Maxum Man.